# Brent Livermore
Brent James Livermore  (Grafton, 5 juli 1976) is een voormalig hockeyer uit Australië. 
Livermore was gedurende lange tijd als middenvelder onderdeel van de Australische ploeg. Met de Australische ploeg won Livermore in 2000 in eigen land de olympische bronzen medaille. En vier jaar later versloeg Livermore met zijn ploeggenoten in de olympische finale in Athene de Nederlandse ploeg. Livermore won driemaal de  Champions Trophy en verloor tweemaal de finale van het wereldkampioenschap van Duitsland.

## Erelijst
- 1997 –  Champions Trophy in Adelaide
- 1998 –  Champions Trophy in Lahore
- 1999 –  Champions Trophy in Brisbane
- 2000 – 5e Champions Trophy in Amstelveen
- 2000 –  Olympische Spelen in Sydney
- 2001 –  Champions Trophy in Rotterdam
- 2002 – 5e Champions Trophy in Keulen
- 2002 –  Wereldkampioenschap in Kuala Lumpur
- 2003 –  Champions Trophy in Amstelveen
- 2004 –  Olympische Spelen in Athene
- 2005 –  Champions Trophy in Chennai
- 2006 – 4e Champions Trophy in Terrassa
- 2006 –  Wereldkampioenschap in Mönchengladbach
- 2007 –  Champions Trophy in Kuala Lumpur
- 2009 –  Champions Trophy in Melbourne